# ワールドファイル
ワールドファイル(world file)とは、コンピュータで取り扱う事の出来る座標位置情報を追加したシンプルなテキストデータで、地理情報システム(geographic information system, GIS)等で利用することを念頭に考えられたもの。正式的な名称は、Esri World Fileである。Esri社の取り込み用ファイルであり、OGCとは関係ない。
一般的に普及している航空写真や地形図・地図などは、TIFF・JPEG・bmpなどの形式で作成・表示される。これらは、「ラスターデータ（→ラスター形式・ビットマップ画像）」というデータの種類で、画像データ内に場所を特定できる位置情報を持っていない（GPS情報を記録したExifの場合、単に位置だけを記録する物で、XY座標で画像の形・向き・広がりを示すワールドファイルとは機能が異なる）。
そのため、GISソフトで読み込んでも、画像を特定の位置に配置出来ない（とんでもない位置に表示される）。従来の画像データと、拡張子は違うが同じ名前の別ファイルに、地理的な位置情報（数値）を記述したファイルのことを「ワールドファイル」(world file)と呼ぶ。
ワールドファイルと画像ファイルの二つをセットで扱うことで、ほとんどのGISソフトで正確な位置に画像を配置することができるようになる。

## 類似・参考
- オルソ画像（オルソフォト）→オルソ補正

## ファイル名
ワールドファイルには、拡張子の最後に "w" が付き、4文字となる。ワールドファイルは、テキストファイルなので、拡張子を.txtに変更すると、エディタなどで中身を見ることが出来る。
- falknermap.jpg → falknermap.jpgw
- falknermap.bmp → falknermap.bmpw

代替案として、以下が挙げられる。
- falknermap.jpg → falknermap.jgw
- falknermap.tif → falknermap.tfw

## 扱えるソフト
- ファイル自体は画像ビューアーなどで表示可能。

日本では多くのソフトが「ワールドファイル」に未対応で、ファイル自体も普及していない。
- 無料のGISソフト、QGISの最新版2.01では入出力に対応している。